# Кирхгоф, Густав
Густав Роберт Ки́рхгоф (нем. Gustav Robert Kirchhoff; 12 марта 1824, Кёнигсберг — 17 октября 1887, Берлин) — немецкий физик XIX века.
Член Берлинской академии наук (1875), иностранный член Лондонского королевского общества (1875), член-корреспондент Петербургской академии наук (1862), Парижской академии наук (1870).

## Биография
Родился 12 марта 1824 года в Кёнигсберге; с 1842 по 1846 г. изучал математику и физику в Кёнигсбергском университете, а в 1847 году уже выступил в качестве приват-доцента в Берлине; в 1850—1854 гг., в качестве экстраординарного профессора, читал лекции в Бреслау, затем до 1874 года исполнял должность ординарного профессора в Гейдельберге, откуда в 1875 году перешёл в Берлин; где в том же году стал ординарным членом Берлинской академии наук. Умер в Берлине 17 октября 1887 году.

## Научный вклад
Кирхгоф, будучи прекрасным знатоком математики, обладал в то же время редким умением плодотворно прилагать эти знания к труднейшим вопросам математической физики, в области которой преимущественно работал. Уже первые его работы о распространении электричества по пластинкам (1845—1847) послужили исходным пунктом для множества работ других учёных. Целый ряд последующих работ по электричеству был посвящён вопросам о распределении электричества в проводниках, о разряде конденсаторов, о течении электричества по подводным кабелям и т. д.; особенно важна работа об индукции токов (1849), содержащая описание способа определения электрического сопротивления проводников в абсолютной мере, и два больших мемуара об индуктированном магнетизме (1853 и 1876). Одновременно Кирхгоф обнародовал ряд замечательных работ по механике, относящихся главным образом к теории деформации, равновесия и движения упругих тел.
Свои взгляды на основные принципы механики Кирхгоф изложил в весьма известных лекциях по механике, содержащих и решение множества трудных вопросов теорий упругости и течения жидкости; в этом сочинении Кирхгоф старался отрешиться от необходимости введения в основу механики понятий о массе и силе в причинной связи с движением. Наибольшей известностью пользуются работы Кирхгофа над излучением; ряд опытных (совместно со знаменитым химиком Бунзеном) и теоретических работ над этим вопросом (1858—1860) привели к блестящему открытию обращения линий спектра, к объяснению фраунгоферовых линий и к созданию целого метода, чрезвычайно важного по своим приложениям в физике, химии и астрономии, — спектрального анализа(1859). С его помощью, Кирхгофом и Бунзеном были открыты новые химические элементы: Cs - Цезий(1860) и Rb - Рубидий(1861). Затем следовал целый ряд работ по термодинамике паров и растворов и по оптике. Последние исследования Кирхгофа касались изменений формы тел под влиянием магнитных и электрических сил (1884—1885).
Работы Кирхгофа напечатаны главным образом в «Poggendorfs Annalen der Physik», в «Crelles Journal für Mathematik» и последние в отчетах берлинской академии; большинство из них собрано в его «Gesammelte Abhandlungen» (Лейпциг, 1882). Кроме этого, им издано несколько томов его «Vorlesungen über Mathematische Physik» (Лейпциг, 1876 и сл.) и знаменитое исследование над спектрами: «Untersuchungen über das Sonnenspectrum und die Spectren der chemischen Elemente» (Берлин, 1861; 3 изд., 1876), переведённое и на английский язык.
В последующем идеи Кирхгофа были развиты его учеником Фойснером, который в 1867 году успешно защитил диссертацию «Über die Messung der Wärme durch die Veränderung des elektrischen Widerstandes mit der Temperatur» («Об измерении количества теплоты путём учета зависимости электрического сопротивления от температуры»).

## Память
В 1935 г. Международный астрономический союз присвоил имя Густава Кирхгофа кратеру на видимой стороне Луны.